# Iaracui
Iaracui (em castelhano: Yaracuy) é um dos estados da Venezuela.

## Municípios
1. Aristides Bastidas (San Pablo)
2. Bolívar (Aroa)
3. Bruzual (Chivacoa)
4. Cocorote (Cocorote)
5. Independencia (Independencia)
6. José Antonio Páez (Sabana de Parra)
7. La Trinidad (Boraure)
8. Manuel Monge (Yumare)
9. Nirgua (Nirgua)
10. Peña (Yaritagua)
11. San Felipe
12. Sucre (Guama)
13. Urachiche (Urachiche)
14. Veroes (Farriar).